# Ван Цзє
Ван Цзє (кит.: 王洁, 4 грудня 1983) — китайська пляжна_волейболістка, олімпійська медалістка.

## Виступи на Олімпіадах
| Олімпіада  | Дисципліна       | Місце |
| ---------- | ---------------- | ----- |
| Пекін 2008 | пляжний волейбол | 2     |